# Noyers-Pont-Maugis

Noyers-Pont-Maugis este o comună în departamentul Ardennes din nordul Franței. În 1 ianuarie 2022 avea o populație de 670 de locuitori.